# كيفن جليسون
كيفن جليسون (بالإنجليزية: Kevin Gleason)‏ هو سائق سباق أمريكي، ولد في 2 أبريل 1987 في جونستاون في الولايات المتحدة.

## وصلات خارجية
- الموقع الرسمي
- كيفن جليسون على موقع DriverDB.com (الإنجليزية)